# Клер (Нью-Брансвік)
Клер (англ. Clair) — село в Канаді, у провінції Нью-Брансвік, у складі графства Мадаваска.

## Населення
За даними перепису 2016 року, село нараховувало 781 особу, показавши скорочення на 8,9%, порівняно з 2011-м роком. Середня густина населення становила 73,6 осіб/км².
З офіційних мов обидвома одночасно володіли 425 жителів, тільки англійською — 10, тільки французькою — 345.
Працездатне населення становило 58,2% усього населення, рівень безробіття — 9%.
Середній дохід на особу становив $30 154 (медіана $26 752), при цьому для чоловіків — $37 276, а для жінок $23 216 (медіани — $33 280 та $21 888 відповідно).
37,3% мешканців мали закінчену шкільну освіту, не мали закінченої шкільної освіти — 27,6%, 35,8% мали післяшкільну освіту, з яких 16,7% мали диплом бакалавра, або вищий.
| Статево-вікова структура населення | Статево-вікова структура населення | Статево-вікова структура населення | Статево-вікова структура населення | Статево-вікова структура населення |
| ---------------------------------- | ---------------------------------- | ---------------------------------- | ---------------------------------- | ---------------------------------- |
|                                    |                                    |                                    |                                    |                                    |
| Всього                             | Всього                             | 47,1%52,9%                         |                                    |                                    |
| 0 — 14 років                       | 0 — 14 років                       |                                    | 13,5%                              | 13,5%                              |
| 15 — 64 років                      | 15 — 64 років                      |                                    | 65,4%                              | 65,4%                              |
| 65 і більше                        | 65 і більше                        |                                    | 21,2%                              | 21,2%                              |
| 85 і більше                        | 85 і більше                        |                                    | 1,9%                               | 1,9%                               |
| Середній вік (років)               | Середній вік (років)               | 45,244,7                           | 44,9                               | 44,9                               |
| Медіана (років)                    | Медіана (років)                    | 48,848,2                           | 48,4                               | 48,4                               |
| — чоловіки — жінки                 |                                    |                                    |                                    |                                    |

| Походження мешканців:     | Походження мешканців:     | Походження мешканців: | Походження мешканців: | Походження мешканців: |
| ------------------------- | ------------------------- | --------------------- | --------------------- | --------------------- |
| Походження                |                           |                       | осіб                  | %                     |
| Корінні американці        | Корінні американці        |                       | 15                    | 1.91%                 |
| Інше північноамериканське | Інше північноамериканське |                       | 700                   | 89.17%                |
| Європейське               | Європейське               |                       | 210                   | 26.75%                |
| британське                | британське                |                       | 95                    | 12.1%                 |
| французьке                | французьке                |                       | 130                   | 16.56%                |

## Клімат
Середня річна температура становить 3,1°C, середня максимальна – 22,1°C, а середня мінімальна – -20,4°C. Середня річна кількість опадів – 1 006 мм.
| Клімат поселення                              | Клімат поселення | Клімат поселення | Клімат поселення | Клімат поселення | Клімат поселення | Клімат поселення | Клімат поселення | Клімат поселення | Клімат поселення | Клімат поселення | Клімат поселення | Клімат поселення | Клімат поселення |
| Показник                                      | Січ.             | Лют.             | Бер.             | Квіт.            | Трав.            | Черв.            | Лип.             | Серп.            | Вер.             | Жовт.            | Лист.            | Груд.            |                  |
| Середній максимум, °C                         | −7,5             | −5,45            | 1,09             | 8,32             | 16,19            | 21,45            | 22,14            | 20,89            | 15,79            | 9,70             | 3,08             | −5,52            |                  |
| Середня температура, °C                       | −13,93           | −11,89           | −5,35            | 1,88             | 9,76             | 15,02            | 18,09            | 16,84            | 11,76            | 5,66             | −0,96            | −9,56            |                  |
| Середній мінімум, °C                          | −20,36           | −18,32           | −11,78           | −4,54            | 3,34             | 8,59             | 14,06            | 12,81            | 7,72             | 1,62             | −5               | −13,6            |                  |
| Норма опадів, мм                              | 77               | 62               | 65               | 66               | 84               | 86               | 107              | 101              | 91               | 87               | 90               | 90               |                  |
| Середньомісячна швидкість вітру, м/с          | 3.90             | 3.92             | 4.02             | 3.82             | 3.51             | 3.21             | 2.87             | 2.82             | 3.11             | 3.47             | 3.65             | 3.82             |                  |
| Середньомісячна сонячна радіація, кДж/м²·день | 5065             | 8289             | 12302            | 16057            | 18637            | 20378            | 19665            | 17237            | 12579            | 7717             | 4592             | 3868             |                  |
| --------------------------------------------- | ---------------- | ---------------- | ---------------- | ---------------- | ---------------- | ---------------- | ---------------- | ---------------- | ---------------- | ---------------- | ---------------- | ---------------- | ---------------- |
| Джерело:                                      |                  |                  |                  |                  |                  |                  |                  |                  |                  |                  |                  |                  |                  |